# Lennart Timmerman
Pour les articles homonymes, voir Timmerman.
 (décembre 2018).
Si vous disposez d'ouvrages ou d'articles de référence ou si vous connaissez des sites web de qualité traitant du thème abordé ici, merci de compléter l'article en donnant les références utiles à sa vérifiabilité et en les liant à la section « Notes et références ».
Lennart Timmerman, né le 6 août 1989 à Haarlem, est un acteur néerlandais.

## Filmographie

### Cinéma et téléfilms
- 2011 : Razend (nl) : Lennart
- 2012-2015 : SpangaS : Raphael de Ridder
- 2013 : Zappmysterie : Rôle inconnu
- 2014 : Goede tijden, slechte tijden : Pim
- 2015 : SpangaS in Actie (nl) : Raphael de Ridder
- 2016 : Fataal (nl) : Wagenmaker
- 2017 : SpangaS : Raphael de Ridder